# Torre Verde

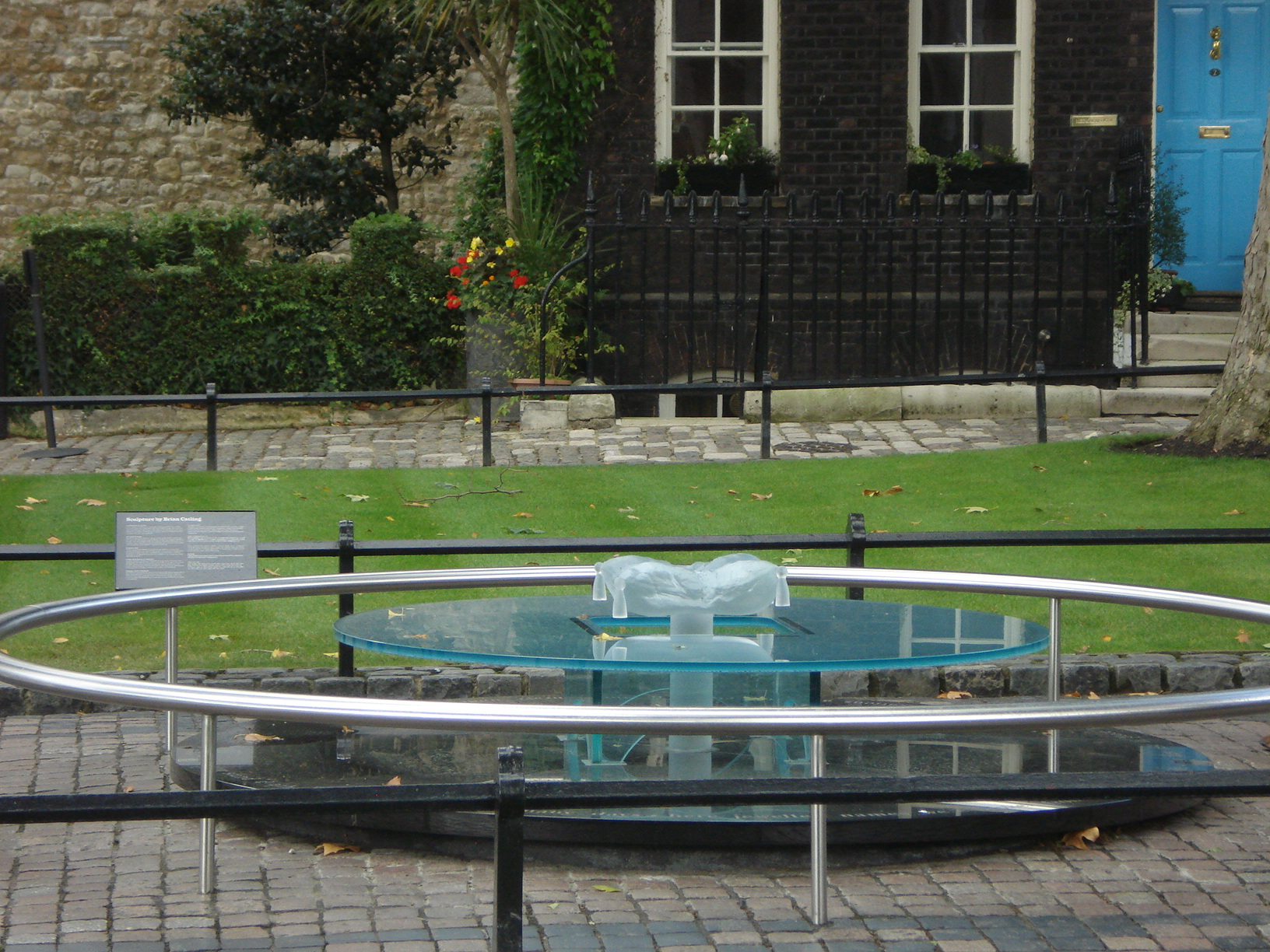
Lugar donde probablemente se erigía el cadalso en las ejecuciones

La Torre Verde (Tower Green) es un espacio en la Torre de Londres donde dos reinas consortes y otros miembros de la nobleza inglesa fueron ejecutados mediante decapitación. 
Se consideraba más digno para la nobleza ser ejecutado lejos de la vista de los espectadores, siendo las reinas Ana Bolena, Catalina Howard y Juana Grey tres de las personas decapitadas en la Torre Verde. La reina Victoria del Reino Unido solicitó información acerca del sitio donde las ejecuciones tenían lugar así como la instalación de un pavimento de granito para marcar el punto exacto. No obstante, se desconoce si el lugar actualmente indicado es el correcto debido a que varias fuentes ubican la zona de las ejecuciones entre la Torre Blanca y la entrada a Waterloo Barracks.

## Historia
Durante la Edad Media, la zona fue utilizada como cementerio. Como resultado del empleo de bloques de granito durante el siglo XIX, excavaciones superficiales de los cimientos dejaron al descubierto vestigios de una construcción levantada en aquel lugar. Planos históricos de la Torre de Londres muestran, así mismo, una edificación en el lugar que ocupa la Torre Verde la cual fue demolida en 1684, si bien fue reconstruida en 1685, aunque fue demolida nuevamente poco después. Este edificio era empleado, al parecer, como cárcel militar para los predecesores de los Yeoman Warders.

## Ubicación
La Torre Verde es un espacio abierto situado al sur de la Capilla Real de San Pedro ad Vincula. Ser decapitado en la privacidad que otorgaba la Torre Verde era considerado un privilegio disponible solo para la nobleza; los ejecutados evitaban los insultos de la multitud, algo típico en los ajusticiamientos, a la vez que el monarca se ahorraba una mala publicidad. Otros prisioneros eran ejecutados en Tower Hill, a las afueras de la fortaleza, o en Tyburn, al otro extremo de la ciudad. 
Actualmente existe una pequeña plaza pavimentada con granito la cual señala el sitio que comúnmente se considera era el lugar donde se erigía el cadalso en el que las ejecuciones privadas eran llevadas a cabo. Existen diferencias acerca de si este memorial, hecho colocar por la reina Victoria, se halla en el punto exacto donde se ubicaba el patíbulo. Al parecer varias fuentes indican que el sitio fue erróneamente señalado a la reina Victoria por un Yeoman Warder desconocido cuando la monarca preguntó por el lugar donde se llevaban a cabo las ejecuciones durante una visita a la Torre. Algunas fuentes describen el trayecto final de Ana Bolena hacia el patíbulo como una zona situada en el área donde se ubica el memorial, entre la Torre Blanca y Waterloo Barracks (no construido hasta 1845).

## Ejecuciones

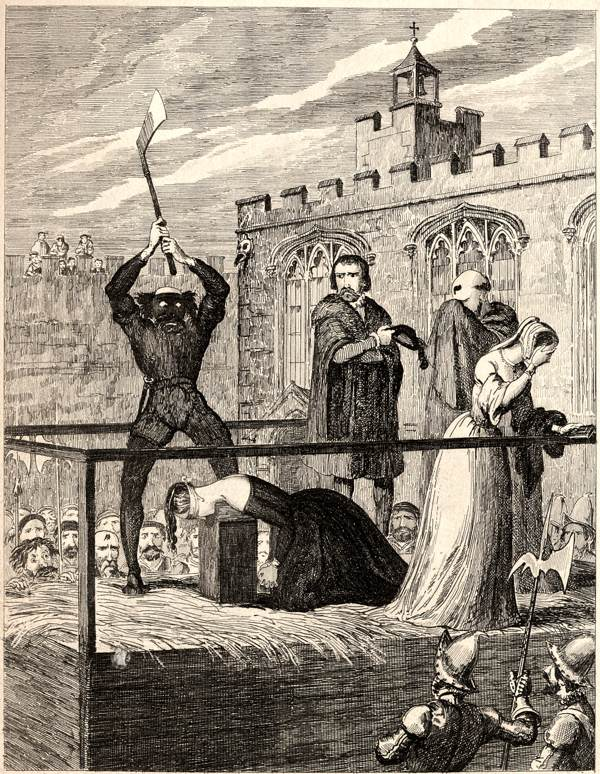
La ejecución de Juana. Ilustración de The Tower of London, de William Harrison Ainsworth (1840)

Los siguientes nobles fueron ejecutados en la Torre Verde:
1. William Hastings, I barón Hastings (ejecutado por orden de Ricardo III en 1483).[3]
2. Ana Bolena, segunda esposa de Enrique VIII (19 de mayo de 1536).[5]
3. Margarita Pole, condesa de Salisbury (27 de mayo de 1541).[6]
4. Catalina Howard, quinta esposa de Enrique VIII (ejecutada mediante un bill of attainder el 13 de febrero de 1542).[7]
5. Jane Rochford (ejecutada por orden de Enrique VIII el 13 de febrero de 1542).[8]
6. Juana Grey, esposa de Lord Guilford Dudley (ejecutada por orden de una comisión especial por alta traición el 12 de febrero de 1554).[9]
7. Robert Devereux, II conde de Essex (ejecutado por traición el 25 de febrero de 1601).[10]

Cada uno de ellos fue decapitado con un hacha a excepción de Ana Bolena, quien murió decapitada con una espada. Así mismo, todos fueron sepultados en la Capilla Real de San Pedro ad Vincula.
Sumado a estas siete personas ejecutadas, existen tres nombres adicionales los cuales figuran en el memorial de la Torre Verde: Malcolm Macpherson, Samuel Macpherson y Farquhar Shaw. Estos tres hombres eran soldados del Regimiento Black Watch de las Tierras Altas de Escocia, quienes fueron acusados de sublevación y ejecutados el 19 de julio de 1743 por un pelotón de fusilamiento compuesto por doce de sus compañeros.